# Pietro Oringa
Pietro Oringa    (né à Rome, Italie, alors capitale des États pontificaux) est un pseudo-cardinal italien du XIVe siècle créé par l'antipape de Pise Nicolas V.

## Biographie
L'antipape Nicolas V le crée cardinal lors du consistoire du 15 mai 1328.  Il est excommuniqué  et déposé par Jean XXII en 1350.

## Sources
- Fiche du cardinal sur le site fiu.edu